# Baba Ali (agglomération)
Baba Ali est une agglomération industrielle et localité située à cheval sur les communes de Saoula et Birtouta, à 20 km d'Alger.

## Urbanisme
Longtemps, ce ne fut qu'un petit hameau avec une gare pour desservir la zone industrielle mitoyenne, l'agglomération s'est agrandie avec une nouvelle zone urbaine en plein cœur de la zone industrielle appelé Zouine ainsi que le développement de l'ancien douar appelé El Kahla. Enfin un grand ensemble 1 299 logements sociaux viens d'y être construit en bordure d'autoroute.

## Géographie

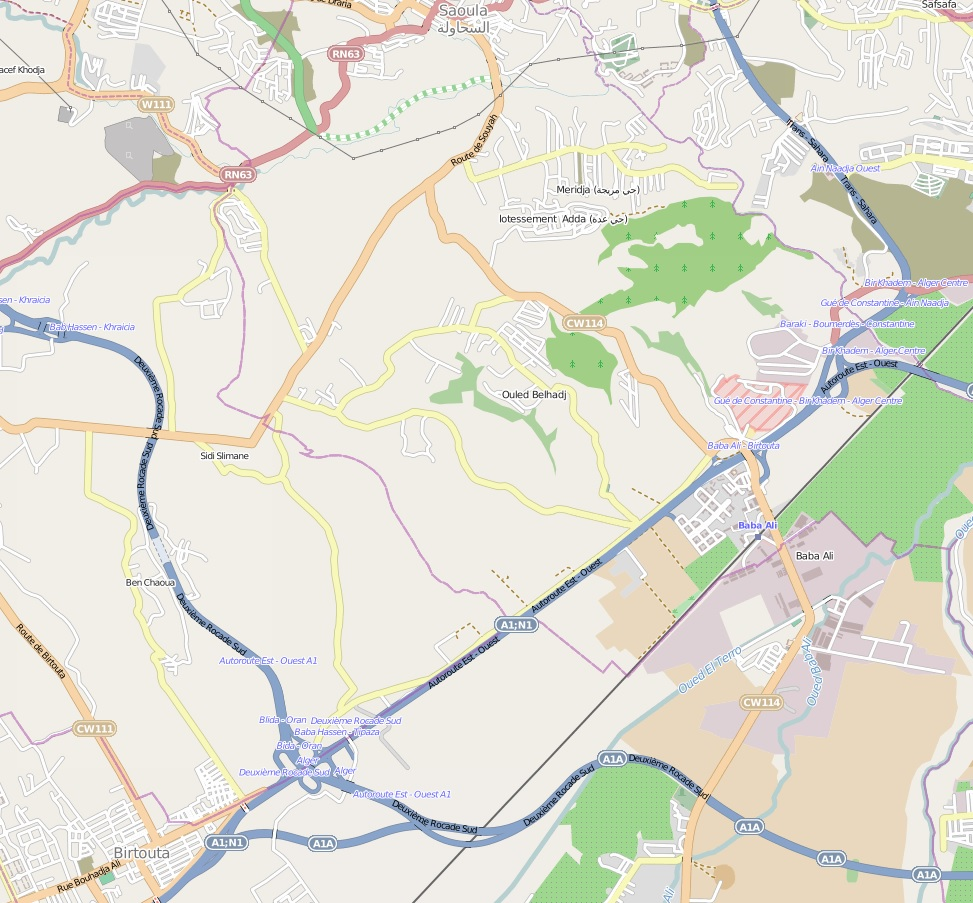
Situation de Baba Ali

Bordée par l'Oued El Harrach, elle est traversée par deux affluents : l'Oued Baba Ali et l'Oued Terro. Sa superficie est de 3 km2. Elle s'étend jusqu'au branchement qui mène vers Mezghani.

## Transport
Elle est située sur le grand axe Nord-Sud entre Alger et Blida, elle est desservie par l'Autoroute de la RN1 et par le train de banlieue ouest Alger - El Affroun.

## Économie
L'une des plus anciennes zones d'activité d'Alger se trouve à Baba Ali. Les premières industries furent des papeteries (CELUNAF) et des briqueteries. On y trouve la biscuiterie BIMO et d'autres entreprises privées (une trentaine) ;Ce qui représente un vrai pole industriel .On y trouve même un centre d'agriculture et d'expérimentation d'élevage des bovins (ITELV) qui contribue à l'essor de l'économie. 

## Démographie
Baba Ali : 817 hab. (1987), 2 290 hab. (1998)
Baba Ali Zouine : 1 200 hab. (1987), 1 888 hab. (1998)
Bab Ali Douar (El Kahla) : 2 717 hab. (1987), 4 462 hab. (2008). Baba Ali n'est plus une bourgade mais un vrai mélange de zone urbaine et industrielle 